# پلی‌(پی-فنیلن اکسید)
پلی‌(پی-فنیلن اکسید) Poly (p-phenylene oxide) یا پلی(پی-فنیلن اتر) poly(p-phenylene ether) با نام اختصاری PPE و فرمول شیمیایی (C8H8O)n یکی از پلیمرهای ترموپلاستیک مقاوم در دمای بالا می‌باشد. به دلیل مشکلات در فرآوری، این ماده به ندرت در حالت خالص به کار می‌رود. از این ماده غالباً در ترکیبات با پلی استایرن یا پلی آمیدها استفاده می‌شود. همچنین عنوان اختصاری PPO مختص به انواع رزین‌های پلی فنیلن اترهای تولید شده توسط کمپانی «سابک» (واقع در عربستان سعودی) گفته می‌شود.

## تاریخچه
پلی فنیلن اتر در سال 1959 توسط «آلن هی» کشف و در سال ۱۹۶۰ توسط کمپانی «جنرال الکتریک» تجاری شد.
با وجود این که این ماده یکی از ارزان‌ترین انواع پلاستیک‌های مقاوم به دمای بالا می‌باشد، روش‌های فرآوری آن دشوار بوده و مقاومت به ضربه و حرارت آن با گذشت زمان به تدریج افت می‌کند که ترکیب آن با پلی استایرن می‌تواند این معایب را تا حدود زیادی رفت کند. در دهه ۱۹۶۰، PPE اصلاح شده تحت نشان تجاری «نوریل» وارد بازار شد.

## خواص
PPE یک پلیمر آمورف با طیف وسیعی از کاربردها می‌باشد. دمای انتقال شیشه ای این پلیمر ۲۱۵ درجه سانتی گراد می‌باشد که این عدد بسته به میزان ترکیب با پلی استایرن می‌تواند متغیر باشد. همچنین از طریق بهینه‌سازی و افزودن پر کننده‌هایی مثل فایبر گلاس (الیاف شیشه) می‌توان خواص این پلیمر را به طریق وسیعی بهبود بخشید. این پلیمر توسط شعله می‌سوزد ولی خاصیت خود اطفائی دارد و پلیمری مات و نسبتاً سبک‌وزن می‌باشد. در تولوئن، کلرو فرم و اتیلن دی کلراید حل می‌گردد.

## کاربردها

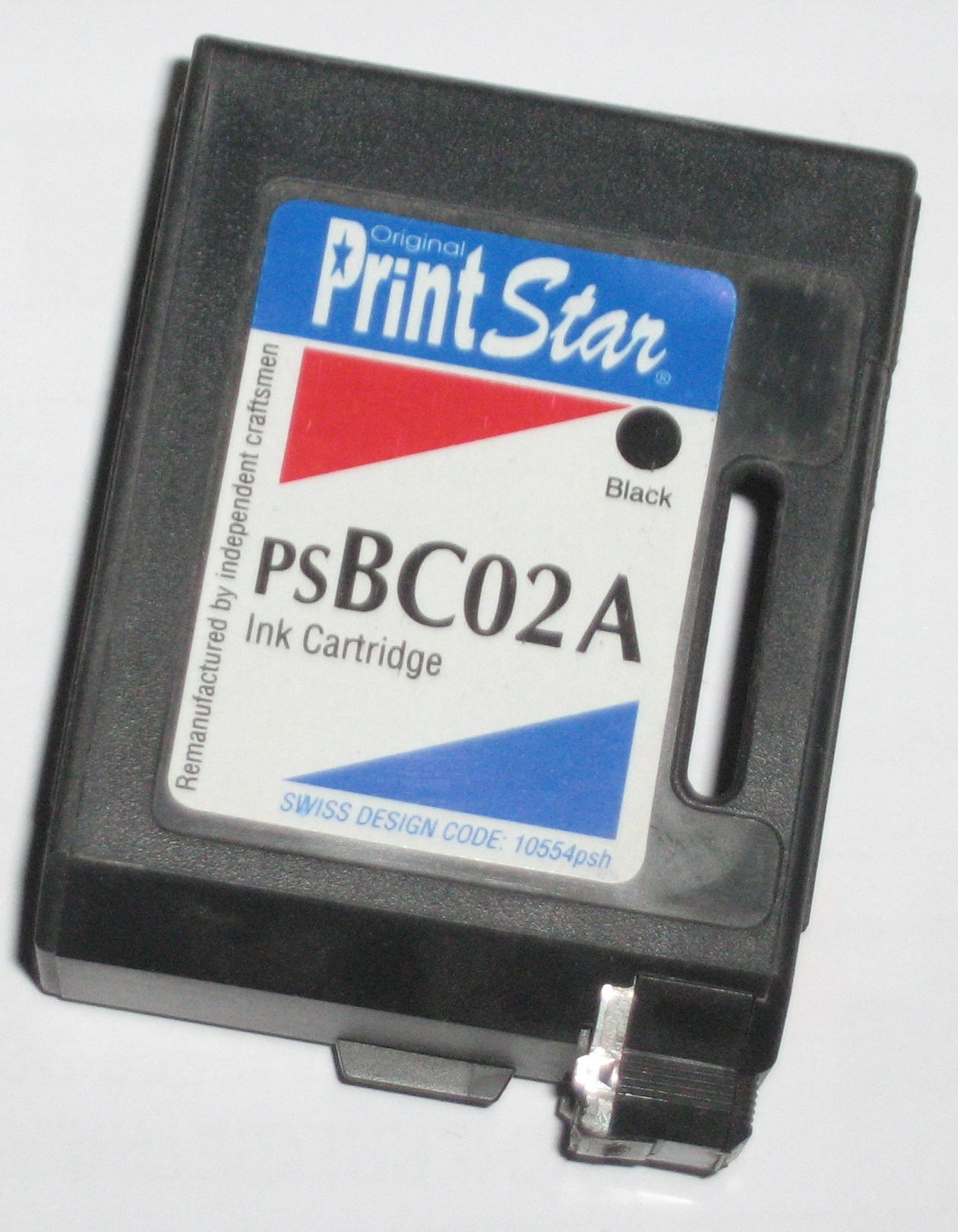
کارتریج چاپگر ساخته شده از PPE و پلی استایرن؛ این نمونه ای از محصولی است که برای تناسب نیاز به ثبات ابعادی و دقت خوبی دارد.

ترکیبات PPE به منظور ساخت قطعات سازه ای، الکترونیکی، اجزای اتوموبی و غیره که نیاز به مقاومت بالای در برابر حرارت، پایداری ابعادی و دقت لازم می‌باشند استفاده می‌شوند. از این مواد همچنین در حوزه دارویی برای تولید مواد قابل استریل پلاستیکی استفاده می‌شود. ترکیبات PPE دارای مشخصاتی از قبیل: جذب آب پایین، مقاومت در برابر ضربه بالا و دانسیته پایین می‌باشند.
این پلیمرها به وسیله روش قالب‌گیری تزریقی یا اکستروژن تولید می‌شوند. وابسته به نوع و خواص مطلوب دمای فرآوری از ۲۶۰ الی ۳۰۰ درجه سانتی گراد می‌تواند متغیر باشد. سطح قطعه نهایی را می‌توان رنگ آمیزی یا آبکاری نمود. همچنین این نوع پلیمرها را می‌توان به وسیله حرارت دهی موضعی، اصطکاک یا جوش دهی اولتراسونیک جوش داد. همچنین به وسیله انواع چسب‌ها و حلال‌های هالوژنی می‌توان آن‌ها را چسباند.
از این پلیمر برای تولید غشاهای جداساز هوا به منظور تهیه گاز نیتروژن استفاده می‌شود. برای تولید این غشا PPO به یک غشای فیبری توخالی با یک لایه پشتیبانی متخلخل و یک پوسته بیرونی بسیار نازک چرخانده می‌شود سپس نفوذ اکسیژن از داخل به بیرون و در سراسر پوست نازک بیرونی با شار بسیار زیاد رخ می‌دهد.
از دیگر کاربردهای این پلیمر می‌توان به وسایل و ابزارهای جراحی، قطعات ماشینهای شستشو، لوله‌ها و اتصالات حرارت بالا، پمپها، شیرها و سردوشیها، کابین تلویزیون، قاب کامپیوتر، ماشین‌های صنعتی، اسکلت اصلی داشبورد خودرو، درب باکبنزین، بدنه قیچی الکتریکی، ترمینال ویدئو، پروانه پمپ، بدنه دستگاه‌های کوچک، پوشش آنتن، قاب ابزار دقیق، قطعات عایق مایکروفر، سیستم‌های آب فشان، تانکهای آب داغ، جعبه تقسیم، جعبه فیوز، بدنه موتورهای مدارهای محافظ کوچک، لامپ تصویر تلویزیون. کاربردهای دیگر خودروئی شامل: روکش فرمان، کنسولهای مرکزی، بدنه بلندگو، شبکه و دریچه‌های تهویه، رادیاتور، تانک انبساط، بدنه آینه بغل.

## تولید از محصولات طبیعی
فنل‌های طبیعی را می‌توان به صورت آنزیمی پلیمریزه کرد. لاکاز و پراکسیداز با القای پلیمریزاسیون اسید سیرینگیک، پلی (۱٬۴-فنیلن اکسید) حاوی یک اسید کربوکسیلیک در یک انتها و یک گروه هیدروکسیل فنولیک در طرف دیگر را القا می‌کنند.